# Swedish Open 2005 - Qualificazioni singolare
Le qualificazioni del singolare  dello  Swedish Open 2005 sono state un torneo di tennis preliminare per accedere alla fase finale della manifestazione. I vincitori dell'ultimo turno sono entrati di diritto nel tabellone principale. In caso di ritiro di uno o più giocatori aventi diritto a questi sono subentrati i lucky loser, ossia i giocatori che hanno perso nell'ultimo turno ma che avevano una classifica più alta rispetto agli altri partecipanti che avevano comunque perso nel turno finale.
Le qualificazioni del torneo Swedish Open 2005 prevedevano 32 partecipanti di cui 4 sono entrati nel tabellone principale.

## Teste di serie
1. Florent Serra (Qualificato)
2. Agustín Calleri (Qualificato)
3. Lukáš Dlouhý (Qualificato)
4. Jurij Ščukin (ultimo turno)

1. Jan Frode Andersen (ultimo turno)
2. Gorka Fraile (Qualificato)
3. Filip Prpic (secondo turno)
4. Jacob Adaktusson (ultimo turno)

## Qualificati
1. Florent Serra
2. Agustín Calleri

1. Lukáš Dlouhý
2. Gorka Fraile

## Tabellone

### Legenda
| - Q = Qualificato - WC = Wild card - LL = Lucky loser | - ALT = Alternate - SE = Special Exempt - PR = Protected Ranking | - w/o = Walkover - r = Ritirato - d = Squalificato |

### Sezione 1
|  | Primo turno        | Primo turno        | Primo turno      | Primo turno | Primo turno |  |  | Secondo turno | Secondo turno      | Secondo turno      | Secondo turno    | Secondo turno    |   |   | Ultimo turno | Ultimo turno  | Ultimo turno  | Ultimo turno | Ultimo turno |  |
|  |                    |                    |                  |             |             |  |  |               |                    |                    |                  |                  |   |   |              |               |               |              |              |  |
|  | 1                  | Florent Serra      | Florent Serra    | 7           | 6           |  |  |               |                    |                    |                  |                  |   |   |              |               |               |              |              |  |
|  |                    | Juho Paukku        | Juho Paukku      | 5           | 0           |  |  | 1             | Florent Serra      | Florent Serra      | 6                | 6                |   |   |              |               |               |              |              |  |
|  | Daniel Klemetz     | Daniel Klemetz     | Daniel Klemetz   | 6           | 6           |  |  |               | Daniel Klemetz     | Daniel Klemetz     | 3                | 0                |   |   |              |               |               |              |              |  |
|  | Otto Sauer         | Otto Sauer         | Otto Sauer       | 2           | 1           |  |  |               |                    |                    |                  |                  |   |   | 1            | Florent Serra | Florent Serra | 6            | 6            |  |
|  | Carl-Henrik Hansen | Carl-Henrik Hansen | 6                | 4           | 7           |  |  |               |                    | 8                  | Jacob Adaktusson | Jacob Adaktusson | 4 | 2 |              |               |               |              |              |  |
|  | Oskar Pallin       | Oskar Pallin       | 3                | 6           | 65          |  |  |               | Carl-Henrik Hansen | Carl-Henrik Hansen | 3                | 2                |   |   |              |               |               |              |              |  |
|  | 8                  | Jacob Adaktusson   | Jacob Adaktusson | 6           | 6           |  |  | 8             | Jacob Adaktusson   | Jacob Adaktusson   | 6                | 6                |   |   |              |               |               |              |              |  |
|  |                    | Robert Lindstedt   | Robert Lindstedt | 4           | 1           |  |  |               |                    |                    |                  |                  |   |   |              |               |               |              |              |  |

### Sezione 2
|  | Primo turno       | Primo turno        | Primo turno        | Primo turno | Primo turno |  |  | Secondo turno | Secondo turno      | Secondo turno      | Secondo turno      | Secondo turno      |   |   | Ultimo turno | Ultimo turno    | Ultimo turno    | Ultimo turno | Ultimo turno |  |
|  |                   |                    |                    |             |             |  |  |               |                    |                    |                    |                    |   |   |              |                 |                 |              |              |  |
|  | 2                 | Agustín Calleri    | Agustín Calleri    | 6           | 6           |  |  |               |                    |                    |                    |                    |   |   |              |                 |                 |              |              |  |
|  |                   | Daniel Kumlin      | Daniel Kumlin      | 0           | 0           |  |  | 2             | Agustín Calleri    | Agustín Calleri    | 6                  | 6                  |   |   |              |                 |                 |              |              |  |
|  | Rickard Holmstrom | Rickard Holmstrom  | Rickard Holmstrom  | 6           | 6           |  |  |               | Rickard Holmstrom  | Rickard Holmstrom  | 2                  | 2                  |   |   |              |                 |                 |              |              |  |
|  | Mohammad Ghareeb  | Mohammad Ghareeb   | Mohammad Ghareeb   | 3           | 4           |  |  |               |                    |                    |                    |                    |   |   | 2            | Agustín Calleri | Agustín Calleri | 7            | 6            |  |
|  | Alexander Hartman | Alexander Hartman  | Alexander Hartman  | 6           | 6           |  |  |               |                    | 5                  | Jan Frode Andersen | Jan Frode Andersen | 5 | 2 |              |                 |                 |              |              |  |
|  | Daniel Danilovic  | Daniel Danilovic   | Daniel Danilovic   | 1           | 0           |  |  |               | Alexander Hartman  | Alexander Hartman  | 3                  | 4                  |   |   |              |                 |                 |              |              |  |
|  | 5                 | Jan Frode Andersen | Jan Frode Andersen | 6           | 6           |  |  | 5             | Jan Frode Andersen | Jan Frode Andersen | 6                  | 6                  |   |   |              |                 |                 |              |              |  |
|  |                   | Pablo Figueroa     | Pablo Figueroa     | 3           | 1           |  |  |               |                    |                    |                    |                    |   |   |              |                 |                 |              |              |  |

### Sezione 3
|  | Primo turno      | Primo turno        | Primo turno        | Primo turno | Primo turno |  |  | Secondo turno | Secondo turno    | Secondo turno    | Secondo turno | Secondo turno |   |   | Ultimo turno | Ultimo turno | Ultimo turno | Ultimo turno | Ultimo turno |  |
|  |                  |                    |                    |             |             |  |  |               |                  |                  |               |               |   |   |              |              |              |              |              |  |
|  | 3                | Lukáš Dlouhý       | Lukáš Dlouhý       | 6           | 6           |  |  |               |                  |                  |               |               |   |   |              |              |              |              |              |  |
|  |                  | Tim Goransson      | Tim Goransson      | 2           | 1           |  |  | 3             | Lukáš Dlouhý     | Lukáš Dlouhý     | 7             | 6             |   |   |              |              |              |              |              |  |
|  | Johan Settergren | Johan Settergren   | Johan Settergren   | 6           | 6           |  |  |               | Johan Settergren | Johan Settergren | 5             | 3             |   |   |              |              |              |              |              |  |
|  | Johan Brunström  | Johan Brunström    | Johan Brunström    | 3           | 2           |  |  |               |                  |                  |               |               |   |   | 3            | Lukáš Dlouhý | Lukáš Dlouhý | 6            | 7            |  |
|  | Stian Boretti    | Stian Boretti      | Stian Boretti      | 6           | 6           |  |  |               |                  |                  | Stian Boretti | Stian Boretti | 4 | 5 |              |              |              |              |              |  |
|  | Mikael Ekman     | Mikael Ekman       | Mikael Ekman       | 4           | 2           |  |  |               | Stian Boretti    | 1                | 6             | 6             |   |   |              |              |              |              |              |  |
|  | 7                | Filip Prpic        | Filip Prpic        | 7           | 6           |  |  | 7             | Filip Prpic      | 6                | 2             | 4             |   |   |              |              |              |              |              |  |
|  |                  | Frederick Sundsten | Frederick Sundsten | 6(1)        | 0           |  |  |               |                  |                  |               |               |   |   |              |              |              |              |              |  |

### Sezione 4
|  | Primo turno       | Primo turno       | Primo turno       | Primo turno | Primo turno |  |  | Secondo turno | Secondo turno   | Secondo turno   | Secondo turno | Secondo turno |   |   | Ultimo turno | Ultimo turno | Ultimo turno | Ultimo turno | Ultimo turno |  |
|  |                   |                   |                   |             |             |  |  |               |                 |                 |               |               |   |   |              |              |              |              |              |  |
|  | 4                 | Jurij Ščukin      | 6                 | 65          | 6           |  |  |               |                 |                 |               |               |   |   |              |              |              |              |              |  |
|  |                   | Gustavo Marcaccio | 1                 | 7           | 0           |  |  | 4             | Jurij Ščukin    | 1               | 6             | 6             |   |   |              |              |              |              |              |  |
|  | Markus Hipfl      | Markus Hipfl      | Markus Hipfl      | 6           | 6           |  |  |               | Markus Hipfl    | 6               | 4             | 3             |   |   |              |              |              |              |              |  |
|  | Robert Gustafsson | Robert Gustafsson | Robert Gustafsson | 2           | 4           |  |  |               |                 |                 |               |               |   |   | 4            | Jurij Ščukin | 6            | 3            | 4            |  |
|  | Ervin Eleskovic   | Ervin Eleskovic   | Ervin Eleskovic   | 7           | 7           |  |  |               |                 | 6               | Gorka Fraile  | 3             | 6 | 6 |              |              |              |              |              |  |
|  | Mattias Hellstrom | Mattias Hellstrom | Mattias Hellstrom | 6(1)        | 65          |  |  |               | Ervin Eleskovic | Ervin Eleskovic | 3             | 2r            |   |   |              |              |              |              |              |  |
|  | 6                 | Gorka Fraile      | Gorka Fraile      | 6           | 7           |  |  | 6             | Gorka Fraile    | Gorka Fraile    | 6             | 4             |   |   |              |              |              |              |              |  |
|  |                   | Robin Brage       | Robin Brage       | 3           | 63          |  |  |               |                 |                 |               |               |   |   |              |              |              |              |              |  |